# Шабельник Віктор Іванович
Ві́ктор Іва́нович Ша́бельник (1924—1995) — учасник Другої світової війни, Герой Радянського Союзу.

## З життєпису
Народився 1924 року в селі Соснівка (нині у межах с-ща Якимівка Запорізької області) у сім'ї селянина; закінчив 10 класів.
У лавах РА з серпня 1941-го. 1942 року закінчив курси молодших лейтенантів. Пройшов бойовий шлях від Сталінграда до міста Брно (Чехія).
Командир саперного взводу 50-го гвардійського кавалерійського полку — 13-та гвардійська кавалерійська дивізія, 6-й гвардійський кавалерійський корпус, 2-й Український фронт. Лейтенант Шабельник відзначився під час визволення Чехословаччини.
Перед початком бою за Нове-Замки під вогнем переплив Нітру, склав повідомлення про оборону противника і переслав командуванню. Зі взводом прийняв бій, даючи можливість переправитися загону.
1953 року закінчив Військову академію ім. М. В. Фрунзе.
З 1958 року підполковник Шабельник — у запасі. Жив у місті Запоріжжя; працював заступником начальника Запорізького обласного виробничого управління торгівлі.

## Нагороди
- Герой Радянського Союзу (15.5.1946)
- орден Леніна,
- 2 ордени Великої Вітчизняної війни 1 ступеню
- орден Великої Вітчизняної війни 2 ступеню
- орден Червоної Зірки
- медалі
- Почесний громадянин чеських і словацьких міст Брно, Братислава, Іваніце, Жідлоховіце